# Gabi Weber
Gabi Weber (née le 24 mars 1955 à Ebernhahn) est une femme politique allemande, membre du SPD. Elle est membre du Bundestag (parlement allemand) depuis 2013.  

## Études et vie professionnelle
Gabi Weber suit une formation de peintre sur porcelaine de 1969 à 1972, travail qu'elle exerce jusqu'en 1980. 
Depuis 1969, Gabi Weber est membre du syndicat allemand des industries de la céramique, du papier et de la chimie,. De 1980 à 1982, Weber est secrétaire exécutive à plein temps de ce syndicat. Jusqu'en 1991, elle est la représentante de ce syndicat à la confédération allemande des syndicats à Cassel. Elle devient ensuite la représente de ce syndicat à la confédération de Rhénanie-Palatinat, de 1991 à 1995, avant de devenir la présidente de la confédération des syndicats allemands de Coblence, jusqu'en novembre 2015.
Gabi Weber a un fils.

## Carrière politique

### Entrée dans la vie politique et mandats locaux
Gabi Weber est membre du parti social-démocrate d'Allemagne (SPD) depuis 1972. Elle est membre du conseil territorial de Wirges, de 1998 à 2003, avant d'être membre du conseil municipal de la ville de Wirges.

### Mandats parlementaires
Lors des élections fédérales allemandes de 2013, Weber est candidate au Bundestag dans la circonscription de Montabaur. Elle est en neuvième place sur la liste du SPD menée par Andrea Nahles dans le land Rhénanie-Palatinat. Elle n'est pas élue dans sa circonscription, mais grâce aux résultats du SPD dans ce land et fait ainsi son entrée au Bundestag.   
Durant son premier mandat, Weber fait partie de plusieurs commissions, comme la commission de la défense, la commission de la coopération économique et du développement et la sous commission dédiée à la prévention des crises civiles et à la gestion des conflits. Elle est également la vice présidente du groupe parlementaire d'amitié avec l'Afrique de l'Est, chargée des relations interparlementaires avec l'Éthiopie, le Burundi, Djibouti, l'Érythrée, le Kenya, le Rwanda, la Somalie, le Soudan et l'Ouganda, Weber ayant visité plusieurs de ces pays. Elle est également déléguée au budget pour le Ministère fédéral de la Défense,.  
Elle se représente en 2017 lors des élections fédérales allemandes, Gabi Weber se représente et est à nouveau élue. Elle essaie notamment de devenir porte parole de son parti au Bundestag pendant ce temps.    
En 2020, elle annonce qu'elle ne sera pas candidate à sa succession lors des élections fédérales allemandes de 2021, et qu'elle cessera ses activités politiques à la fin de son mandat.    

### Prises de positions
Gabi Weber est favorable à l'intervention allemande lors des missions des casques bleus pour le maintien de l'ordre sur le continent africain, notamment en Somalie lors des opérations Atalante en 2008 ou la mission de formation de l'Union européenne en Somalie en 2010, mais également de la mission conjointe des Nations unies et de l'Union africaine au Darfour, d'intervention au Soudan du Sud, de la mission multidimensionnelle intégrée des Nations unies pour la stabilisation au Mali, de l'intervention en République Centrafricaine ou au Libéria. 
Gabi Weber vote « Oui » lors du vote visant à rendre le mariage homosexuel légal en Allemagne, et s'implique également dans les affaires d'égalité homme - femme en Allemagne.